# چاینا کامیونیکیشنز
چاینا کامیونیکیشنز (انگلیسی: China Communications) شرکت مخابرات چینی است، که در سال ۲۰۰۶ تأسیس شد.